# Атмосферик-блэк-метал
Атмосферик-блэк-метал, или атмосферный блэк-метал, — поджанр блэк-метала, характеризующийся медленным темпом, звуками синтезатора, иногда акустическими вставками, а также искажённым «жужжащим» звучанием гитар.
Жанр появился в 1994 году благодаря альбому Burzum Hvis Lyset Tar Oss, позже обрёл популярность в 2000-х годах.
Тексты обычно о природе, лесах, озёрах, а также мифологии, что делало этот жанр менее агрессивным, чем «чистый» блэк-метал.

## История
В 1994 году, выходит альбом Burzum — Hvis Lyset Tar Oss, что вывел окончательную концепцию жанра. «Жужжащие» гитары, синтезаторная партия, медленный темп, барабаны максимально соответствуют темпу. Сам Варг очень лестно отзывается о своём альбоме, говоря что «это первый альбом, в котором я играл музыку, а не просто играл на музыкальных инструментах».
Ulver стали одними из последователей жанра, после альбома Bergtatt, в котором использовался чистый вокал в сочетании с «сыростью» звука композиций и акустическими вставками.
Далее появились группы Darkspace и Summoning, что начали привносить разнообразие в жанр.